# Río Hoarusib
18°58′28″S 12°33′38″E / -18.9744112, 12.5604578
El río Hoarusib es un río efímero en la región de Kunene, al noroeste de Namibia. Nace cerca de la capital regional Opuwo y fluye a través de las Montañas Tonnesen y las Montañas Jirafa hacia el Océano Atlántico. El Hoarusib ocasionalmente transporta agua de superficie durante las temporadas de lluvia entre noviembre y febrero o marzo. La zona de captación del Hoarusib es de 15 237 kilómetros cuadrados.
Se cree que el nombre Hoarusib se originó en la geología de este tramo ya que la palabra  Nama !naruseb significa «agua que se retuerce y gira a través de un estrecho desfiladero».  Es conocido por sus escarpadas paredes de cañón de roca volcánica negra y roja, y por las extrañas palmeras makalani que crecen de las pepitas arrastradas desde río arriba. Cerca de la orilla también hay formaciones de castillo de arcilla creadas por la deposición y erosión gradual de la arcilla.